# Glukozilglicerat sintaza
Glukozilglicerat sintaza (EC 2.4.1.268, Ggs (gen)) je enzim sa sistematskim imenom ADP-glukoza:D-glicerat 2-alfa-D-glukoziltransferaza. Ovaj enzim katalizuje sledeću hemijsku reakciju
ADP-glukoza + D-glicerat {\displaystyle \rightleftharpoons } 2-O-(alfa--glukopiranozil)--glicerat + ADP
Persephonella marina poseduje dva enzimska sistema sintezu glukozilglicerata. Privi je jednostupni put u kome glukozilglicerat sintaza katalizuje sintezu 2-O-(alfa-D-glukopiranozil)-D-glicerata iz ADP-glukoze i D-glicerata. Drugi sistem se sastoji od dva stupnja, u kojima EC 2.4.1.266 (glukozil-3-fosfoglicerat sintaza) katalizuje konverziju NDP-glukoze i 3-fosfo--glicerata u 2-O-(alfa--glukopiranozil)-3-fosfo--glicerat, koji se zatim konvertuje u 2-O-(alfa--glukopiranozil)--glicerat posredstvome enzima EC 3.1.3.85 (glukozil-3-fosfoglicerat fosfataze).

## Literatura
- Nicholas C. Price; Lewis Stevens (1999). Fundamentals of Enzymology: The Cell and Molecular Biology of Catalytic Proteins (Third изд.). USA: Oxford University Press. ISBN 019850229X.
- Eric J. Toone (2006). Advances in Enzymology and Related Areas of Molecular Biology, Protein Evolution (Volume 75 изд.). Wiley-Interscience. ISBN 0471205036.
- Branden C; Tooze J. Introduction to Protein Structure. New York, NY: Garland Publishing. ISBN 0-8153-2305-0.
- Irwin H. Segel. Enzyme Kinetics: Behavior and Analysis of Rapid Equilibrium and Steady-State Enzyme Systems (Book 44 изд.). Wiley Classics Library. ISBN 0471303097.

## Spoljašnje veze
- Glucosylglycerate+synthase на 